# 尼子元知
尼子 元知（あまご もとさと）、もしくは佐々木 元知（ささき もとさと）は、安土桃山時代後期から江戸時代初期の武将、長州藩士。尼子氏7代当主。尼子倫久（晴久の次男）の長男。母は山内元通の娘。正室は井原伯耆守の女。

## 生涯
毛利家の意向により、元知は伯父である尼子義久の養子となり尼子氏を継いで、毛利輝元に仕えることとなった。輝元から偏諱（「元」の字）を与えられて元知と名乗る。妻との間に子がなかったので、甥（妹の子）の宍道孫三郎就易を養子とした。慶長元年（1596年）石見銀山御番所の支配頭となった。
この番所が石見国那賀郡久佐にあったので、村人は元知を「久佐の将監様」と呼び、元知自身も久佐将監と名のるようになった。慶長5年（1600年）、関ヶ原の戦い後、毛利家が防長二州に削封され、石見銀山が徳川家の領地となったため、毛利家と共に防長二州へ移り、元和8年（1622年）5月13日に長門国で没した。享年51（一説に享年25）。法号は冷巌樹芳大禅定門（れいがんじゅほうだいぜんじょうもん）または冷巌寺殿樹芳大居士。墓所は山口県長門市渋木の訂心寺（ていしんじ）にある。尼子元知の没年月日・没年齢・法号については、山口県萩市在住であった田中助一（郷土史家）の研究文書による。